# Benoît Badiashile
Benoît Badiashile Mukinayi (ur. 26 marca 2001 w Limoges) – francuski piłkarz kongijskiego pochodzenia występujący na pozycji obrońcy w angielskim klubie Chelsea oraz w reprezentacji Francji. Wychowanek Limoges.